# Station Malbork Wąskotorowy
Station Malbork Wąskotorowy is een spoorwegstation in de Poolse plaats Malbork.